# 조개탄

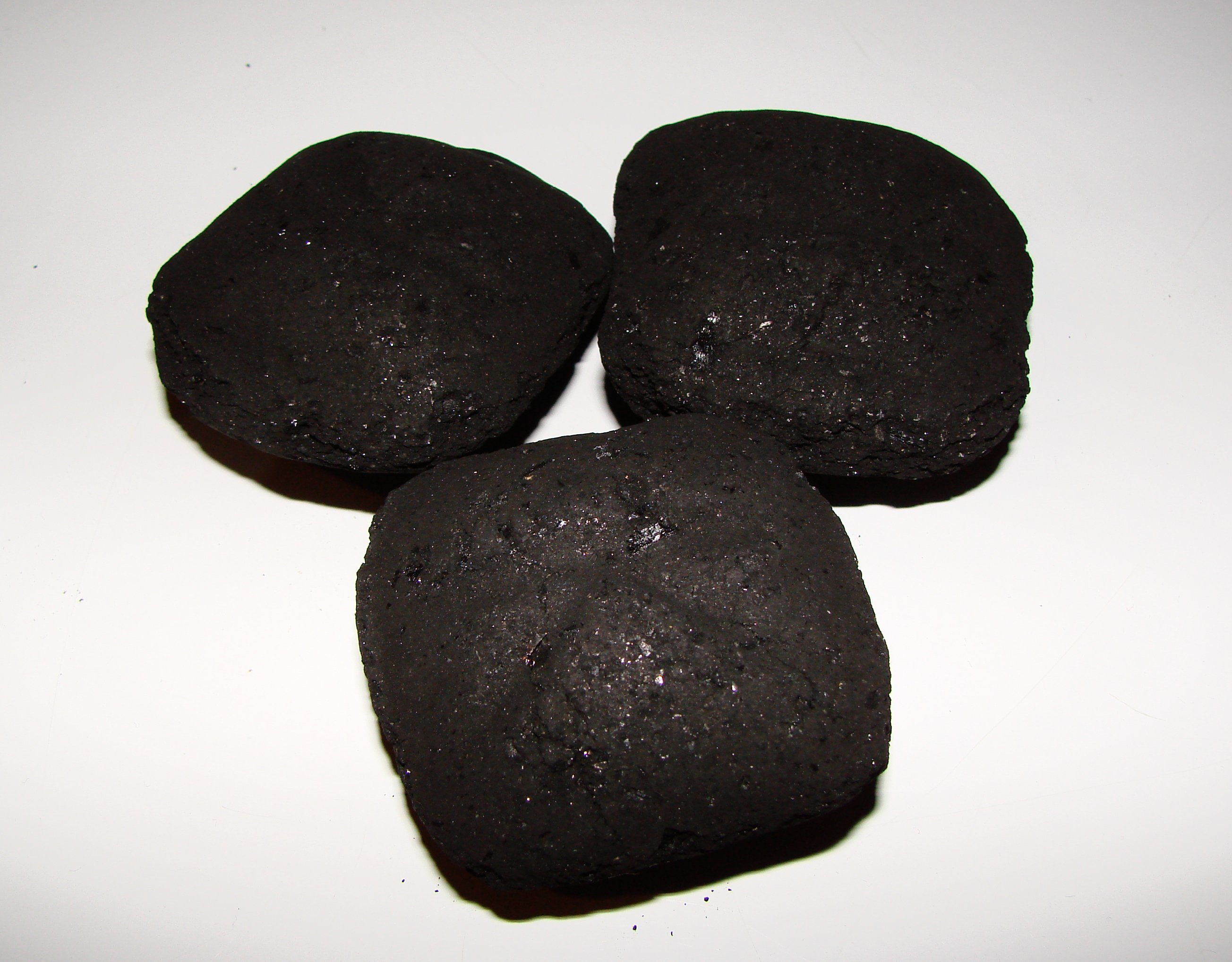

조개탄은 석탄 가루 압축 블록이나 기타 연료 및 불 붙이기용으로 연소가 가능한 바이오매스 물질(숯, 톱밥, 이탄, 종이)이다. 영어로는 브리켓(briquette)이라고 하는데 이것은 벽돌을 의미하는 프랑스어 낱말 brique에서 왔다.

## 조리용 조개탄
조리용 조개탄은 다음과 같은 물질을 포함한다.
- 숯
- 갈탄
- 무연탄
- 석회암
- 녹말
- 붕사
- 질산 나트륨
- 톱밥
- 왁스
- 겉겨